# Constantine Louloudis
Constantine Michael Louloudis (Londres, 15 de diciembre de 1991) es un deportista británico que compitió en remo.
Participó en dos Juegos Olímpicos de Verano, obteniendo dos medallas, bronce en Londres 2012 (ocho con timonel) y oro en Río de Janeiro 2016 (cuatro sin timonel).
Ganó dos medallas de oro en el Campeonato Mundial de Remo, en los años 2014 y 2015, y una medalla de oro en el Campeonato Europeo de Remo de 2016.

## Palmarés internacional
| Juegos Olímpicos   | Juegos Olímpicos         | Juegos Olímpicos  | Juegos Olímpicos   |
| Año                | Lugar                    | Medalla           | Prueba             |
| ------------------ | ------------------------ | ----------------- | ------------------ |
| 2012               | Londres (Reino Unido)    | Medalla de bronce | Ocho con timonel   |
| 2016               | Río de Janeiro (Brasil)  | Medalla de oro    | Cuatro sin timonel |
| Campeonato Mundial |                          |                   |                    |
| Año                | Lugar                    | Medalla           | Prueba             |
| 2014               | Ámsterdam (Países Bajos) | Medalla de oro    | Ocho con timonel   |
| 2015               | Aiguebelette (Francia)   | Medalla de oro    | Ocho con timonel   |
| Campeonato Europeo |                          |                   |                    |
| Año                | Lugar                    | Medalla           | Prueba             |
| 2016               | Brandeburgo (Alemania)   | Medalla de oro    | Cuatro sin timonel |